# Antirrhopa
Antirrhopa là một chi bướm đêm thuộc phân họ Olethreutinae, họ Tortricidae Tortricidae.

## Các loài
- Antirrhopa glyceranthes (Meyrick, 1928)
- Antirrhopa grammateus Diakonoff, 1973
- Antirrhopa orthopa Diakonoff, 1973